# Akola
Akola (hindi i marathi अकोला, trl. Akolā, trb. Akola; ang. Akola) – miasto w środkowych Indiach, w północno-wschodniej części stanu Maharashtra, na wyżynie Dekan, przy linii kolejowej Bombaj-Nagpur.